# Bertil Hård af Segerstad
Fredrik Adolf Bertil Hård af Segerstad, född den 20 september 1906 i Jönköping, död den 6 juni 1981 i Göteborg, var en svensk militär. Han var bror till Fredrik Hård af Segerstad.
Hård af Segerstad blev fänrik vid Göta artilleriregemente 1928 och löjtnant där 1932. Han genomgick Artilleri- och ingenjörhögskolans högre kurs 1932–1934, blev kapten vid regementet 1939 och vid  generalstabskåren 1940, övergick till Norrbottens artillerikår 1944 och befordrades till major där 1946. Hård af Segerstad blev major vid generalstabskåren 1947, överstelöjtnant där 1950 och vid Bergslagens artilleriregemente 1952. Han blev överste 1956 och var chef för Göteborgs luftvärnskår,	senare Göta luftvärnsregemente, 1956–1966. Hård af Segerstad var chef för svenska delegationen vid övervakningskommissionen i Korea 1966 och blev intendent vid Carlanderska sjukhemmet 1967. Han blev adjutant hos kronprinsen 1941, vilket han förblev efter dennes tronbestigning 1950, 1956–1973 som överadjutant. Hård af Segerstad invaldes som ledamot av Kungliga Krigsvetenskapsakademien 1941. Han blev  riddare av Svärdsorden 1947 och av Vasaorden 1951, kommendör av Svärdsorden 1960 och kommendör av första klassen av samma orden 1964. Hård af Segerstad var även kommendör av Sankt Olavs orden, av Victoriaorden (1956) och av Menelik II:s orden. Han vilar i sina svärföräldrars grav på Örgryte gamla kyrkogård.